# Submarino nuclear
 Um submarino nuclear é um submarino movido a reator nuclear, mas não necessariamente armado com armas nucleares. Os submarinos nucleares possuem vantagens consideráveis de desempenho sobre os submarinos "convencionais" (tipicamente diesel-elétricos). A propulsão nuclear, sendo completamente independente do ar, liberta o submarino da necessidade de emergir frequentemente, como é necessário para os submarinos convencionais. A grande quantidade de energia gerada por um reator nuclear permite que os submarinos nucleares operem em alta velocidade por longos períodos, e o longo intervalo entre reabastecimentos garante um alcance virtualmente ilimitado, tornando os únicos limites para os tempos de viagem fatores como a necessidade de reabastecer alimentos ou outros consumíveis. Assim, a propulsão nuclear resolve o problema da duração limitada da missão que todos os submarinos elétricos (movidos a bateria ou célula de combustível) enfrentam. O alto custo da tecnologia nuclear significa que relativamente poucas potências militares do mundo possuem submarinos nucleares. Ocorreram incidentes de radiação em submarinos soviéticos, incluindo graves acidentes nucleares e de radiação, mas os reatores navais americanos, começando com o S1W e iterações de projetos, têm operado sem incidentes desde o lançamento do USS Nautilus (SSN-571) em 1954.

## Nomenclatura
Na classificação dos EUA, os submarinos com propulsão nuclear são designados como SSxN, onde SS denota submarino, x=G significa que o submarino está equipado com mísseis guiados (geralmente mísseis de cruzeiro), x=B significa que o submarino está equipado com mísseis balísticos (geralmente intercontinentais) e o N significa que o submarino é movido a energia nuclear. SSN refere-se a submarinos de ataque com propulsão nuclear, que não carregam mísseis.

## História

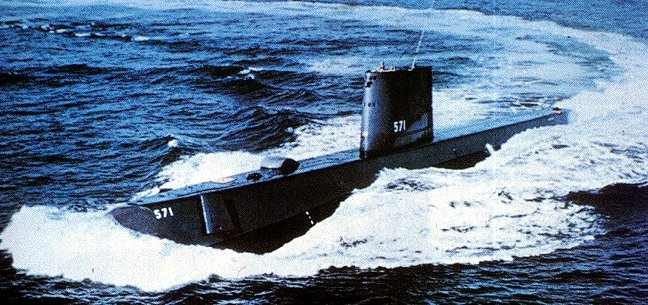
, o primeiro submarino com propulsão nuclear.

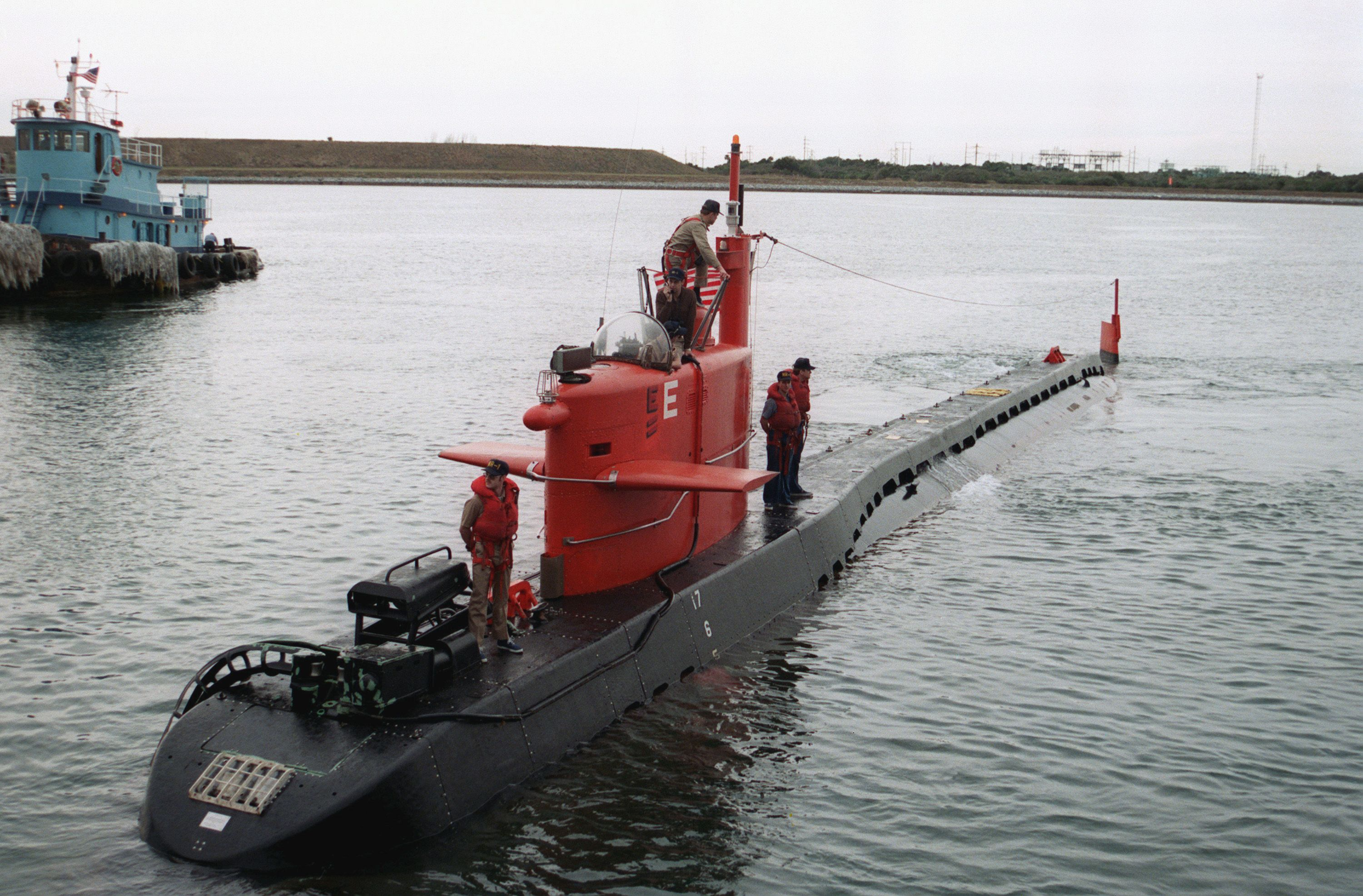
O menor submarino com propulsão nuclear, o NR-1 da Marinha dos EUA.

A ideia de um submarino com propulsão nuclear foi proposta pela primeira vez na Marinha dos Estados Unidos pelo físico do Laboratório de Pesquisa Naval, Ross Gunn, em 1939. A Marinha Real Britânica começou a pesquisar projetos para instalações de propulsão nuclear em 1946.
A construção do primeiro submarino com propulsão nuclear do mundo foi possível graças ao desenvolvimento bem-sucedido de uma usina de propulsão nuclear por um grupo de cientistas e engenheiros nos Estados Unidos na Divisão de Reatores Navais do Departamento de Navios e da Comissão de Energia Atômica. Em julho de 1951, o Congresso dos EUA autorizou a construção do primeiro submarino com propulsão nuclear, o Nautilus, sob a liderança do Capitão Hyman G. Rickover, da Marinha dos EUA (compartilhando um nome com o submarino fictício Nautilus do Capitão Nemo no romance de Jules Verne de 1870, Vinte Mil Léguas Submarinas, o primeiro submarino demonstravelmente prático Nautilus, e outro USS Nautilus (SS-168) que serviu com distinção na Segunda Guerra Mundial). A Westinghouse Corporation foi designada para construir seu reator. Após a conclusão do submarino na Electric Boat Company, a Primeira-Dama Mamie Eisenhower quebrou a tradicional garrafa de champanhe na proa do Nautilus, e o submarino foi comissionado como USS Nautilus (SSN-571), em 30 de setembro de 1954. Em 17 de janeiro de 1955, ele partiu de Groton, Connecticut, para iniciar os testes no mar. O submarino tinha 320 pés (98 m) de comprimento e custou cerca de 55 milhões de dólares. Reconhecendo a utilidade de tais embarcações, o Almirantado britânico formou planos para construir submarinos com propulsão nuclear.
A União Soviética logo seguiu os Estados Unidos no desenvolvimento de submarinos com propulsão nuclear na década de 1950. Estimulados pelo desenvolvimento americano do Nautilus, os soviéticos começaram a trabalhar em reatores de propulsão nuclear no início da década de 1950 no Instituto de Física e Engenharia de Energia, em Obninsk, sob Anatoliy P. Alexandrov, que mais tarde se tornaria chefe do Instituto Kurchatov. Em 1956, o primeiro reator de propulsão soviético projetado por sua equipe começou os testes operacionais. Enquanto isso, uma equipe de design sob Vladimir N. Peregudov trabalhava na embarcação que abrigaria o reator. Depois de superar muitos obstáculos, incluindo problemas de geração de vapor, vazamentos de radiação e outras dificuldades, o primeiro submarino nuclear baseado nesses esforços combinados, o K-3 Leninskiy Komsomol da classe Projeto 627 Kit, chamado de submarino da classe November pela OTAN, entrou em serviço na Marinha Soviética em 1958.
O primeiro submarino com propulsão nuclear do Reino Unido, o HMS Dreadnought, foi equipado com um reator americano S5W, fornecido à Grã-Bretanha sob o Acordo de Defesa Mútua EUA-Reino Unido de 1958. O casco e os sistemas de combate do Dreadnought eram de design e construção britânicos, embora a forma do casco e as práticas de construção tenham sido influenciadas pelo acesso a designs americanos. Durante a construção do Dreadnought, a Rolls-Royce, em colaboração com a Autoridade de Energia Atômica do Reino Unido na Estação de Pesquisa do Almirantado, HMS Vulcan, em Dounreay, desenvolveu um sistema de propulsão nuclear britânico completamente novo. Em 1960, o segundo submarino nuclear do Reino Unido foi encomendado da Vickers Armstrong e, equipado com o PWR1 da Rolls-Royce, o HMS Valiant foi o primeiro submarino nuclear totalmente britânico. Posteriores transferências de tecnologia dos Estados Unidos tornaram a Rolls-Royce totalmente autossuficiente em design de reatores em troca de uma "quantidade considerável" de informações sobre design de submarinos e técnicas de silenciamento transferidas do Reino Unido para os Estados Unidos. O sistema de flutuação para a classe Valiant proporcionou à Marinha Real uma vantagem no silenciamento de submarinos que a Marinha dos Estados Unidos só introduziu consideravelmente mais tarde. A energia nuclear provou ser ideal para a propulsão de submarinos estratégicos de mísseis balísticos (SSB), melhorando significativamente sua capacidade de permanecer submersos e não detectados. O primeiro submarino operacional com propulsão nuclear portador de mísseis balísticos (SSBN) do mundo foi o USS George Washington com 16 mísseis Polaris A-1, que realizou a primeira patrulha de dissuasão SSBN entre novembro de 1960 e janeiro de 1961. Os soviéticos já tinham vários SSBs do Projeto 629 (classe Golf) e estavam apenas um ano atrás dos EUA com seu primeiro SSBN, o malfadado K-19 do Projeto 658 (classe Hotel), comissionado em novembro de 1960. No entanto, esta classe carregava o mesmo armamento de três mísseis que os Golfs. O primeiro SSBN soviético com 16 mísseis foi o Projeto 667A (classe Yankee), o primeiro dos quais entrou em serviço em 1967, época em que os EUA haviam comissionado 41 SSBNs, apelidados de "41 pela Liberdade".

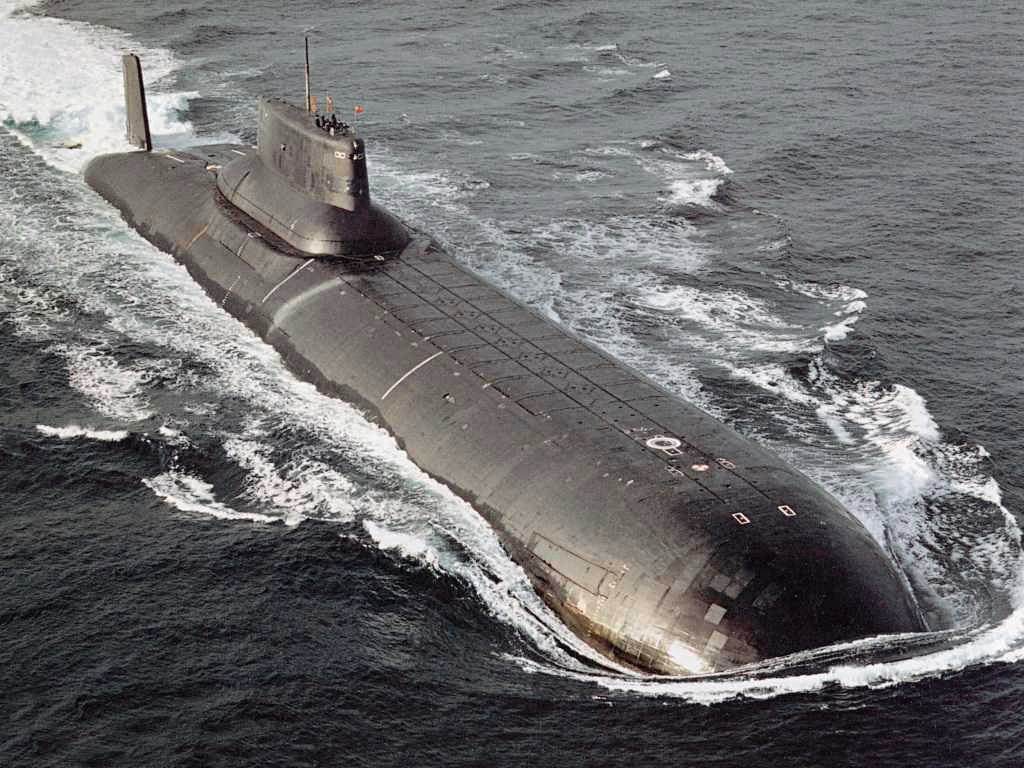
Os submarinos nucleares VMF da eram os submarinos com maior deslocamento do mundo.

No auge da Guerra Fria, aproximadamente cinco a dez submarinos nucleares eram comissionados anualmente pelos quatro estaleiros soviéticos (Sevmash em Severodvinsk, Admiralteyskiye Verfi em São Petersburgo, Krasnoye Sormovo em Nizhny Novgorod, e Amurskiy Zavod em Komsomolsk-on-Amur). Do final da década de 1950 até o final de 1997, a União Soviética e, posteriormente, a Rússia, construíram um total de 245 submarinos nucleares, mais do que todas as outras nações combinadas.
Hoje, seis países implantam alguma forma de submarinos estratégicos com propulsão nuclear: os Estados Unidos, Rússia, Reino Unido, França, China e Índia. Vários outros países, incluindo Brasil e Austrália têm projetos em andamento em várias fases para construir submarinos com propulsão nuclear.
No Reino Unido, todos os submarinos nucleares antigos e atuais da Marinha Real Britânica (com exceção de três: HMS Conqueror, HMS Renown e HMS Revenge) foram construídos em Barrow-in-Furness (na BAE Systems Submarine Solutions ou em sua predecessora VSEL), onde a construção de submarinos nucleares continua. O Conqueror é o único submarino com propulsão nuclear do mundo que já atacou um navio inimigo com torpedos, afundando o cruzador ARA General Belgrano com dois torpedos Mark 8 durante a Guerra das Malvinas de 1982.

## Tecnologia
A principal diferença entre submarinos convencionais e submarinos nucleares é o sistema de geração de energia. Os submarinos nucleares empregam reatores nucleares para esta tarefa. Eles ou geram eletricidade que alimenta motores elétricos conectados ao eixo de hélice ou dependem do calor do reator para produzir vapor que aciona turbinas a vapor (cf. propulsão marítima nuclear). Os reatores usados em submarinos geralmente usam combustível de urânio altamente enriquecido (frequentemente superior a 20%) para permitir que forneçam uma grande quantidade de energia a partir de um reator menor e operem por mais tempo entre reabastecimentos – que são difíceis devido à posição do reator dentro do casco de pressão do submarino. Além disso, praticamente todos os reatores nucleares empregados em submarinos até agora foram do tipo reator de água leve pressurizada. O reator nuclear também fornece energia para os outros subsistemas do submarino, como para manutenção da qualidade do ar, produção de água doce por destilação de água salgada do oceano, regulação de temperatura, etc. Todos os reatores nucleares navais atualmente em uso são operados com geradores diesel como sistema de energia de backup. Esses motores são capazes de fornecer energia elétrica de emergência para remoção do calor de decaimento do reator, bem como energia elétrica suficiente para alimentar um mecanismo de propulsão de emergência. Os submarinos podem transportar combustível nuclear para até 30 anos de operação. O único recurso que limita o tempo debaixo d'água é o suprimento de alimentos para a tripulação e a manutenção do navio. A fraqueza da tecnologia stealth dos submarinos nucleares é a necessidade de resfriar o reator mesmo quando o submarino não está se movendo; cerca de 70% do calor de saída do reator é dissipado na água do mar. Isso deixa um "rastro térmico", uma pluma de água quente de menor densidade que sobe para a superfície do mar e cria uma "cicatriz térmica" que é observável por sistemas de imageamento térmico, por exemplo, FLIR. Outro problema é que o reator está sempre funcionando, criando ruído de vapor, que pode ser ouvido no sonar, e a bomba do reator (usada para circular o refrigerante do reator) também cria ruído, ao contrário de um submarino convencional, que pode se mover com motores elétricos quase silenciosos.

## Descomissionamento
A vida útil de um submarino nuclear é estimada em aproximadamente 25 a 30 anos; após esse período, o submarino enfrentará fadiga e corrosão de componentes, obsolescência e custos operacionais crescentes. O descomissionamento desses submarinos é um processo longo; alguns são mantidos em reserva ou conservados por algum tempo e eventualmente sucateados, outros são descartados imediatamente. Os países que operam submarinos nucleares têm estratégias diferentes quando se trata de descomissionar submarinos nucleares. No entanto, a eliminação efetiva de submarinos nucleares é cara; em 2004, estimou-se que custaria cerca de 4 bilhões de dólares.

### Métodos
Geralmente, existem duas opções quando se trata de descomissionar submarinos nucleares. A primeira opção é descarregar o combustível do reator nuclear e remover o material e componentes que contêm radioatividade; após isso, a seção do casco contendo o reator nuclear será cortada do submarino e transportada para um local de descarte para resíduos radioativos de baixo nível e enterrada de acordo com os procedimentos de resíduos. A segunda opção é descarregar o combustível do reator nuclear, desmontar a usina de propulsão do submarino, instalar aberturas nos compartimentos não relacionados ao reator e preencher o compartimento do reator. Após a vedação do submarino, ele pode ser rebocado para um local designado de descarte em alto-mar, ser inundado e assentar intacto no fundo do mar. Esta última opção foi considerada por algumas marinhas e países no passado. No entanto, embora o descarte no mar seja mais barato que o descarte em terra, a incerteza em relação aos regulamentos e leis internacionais, como a Convenção de Despejo de Londres e a Convenção sobre o Direito do Mar, os impediu de prosseguir com esta opção.

## Submarinos

### Operacional

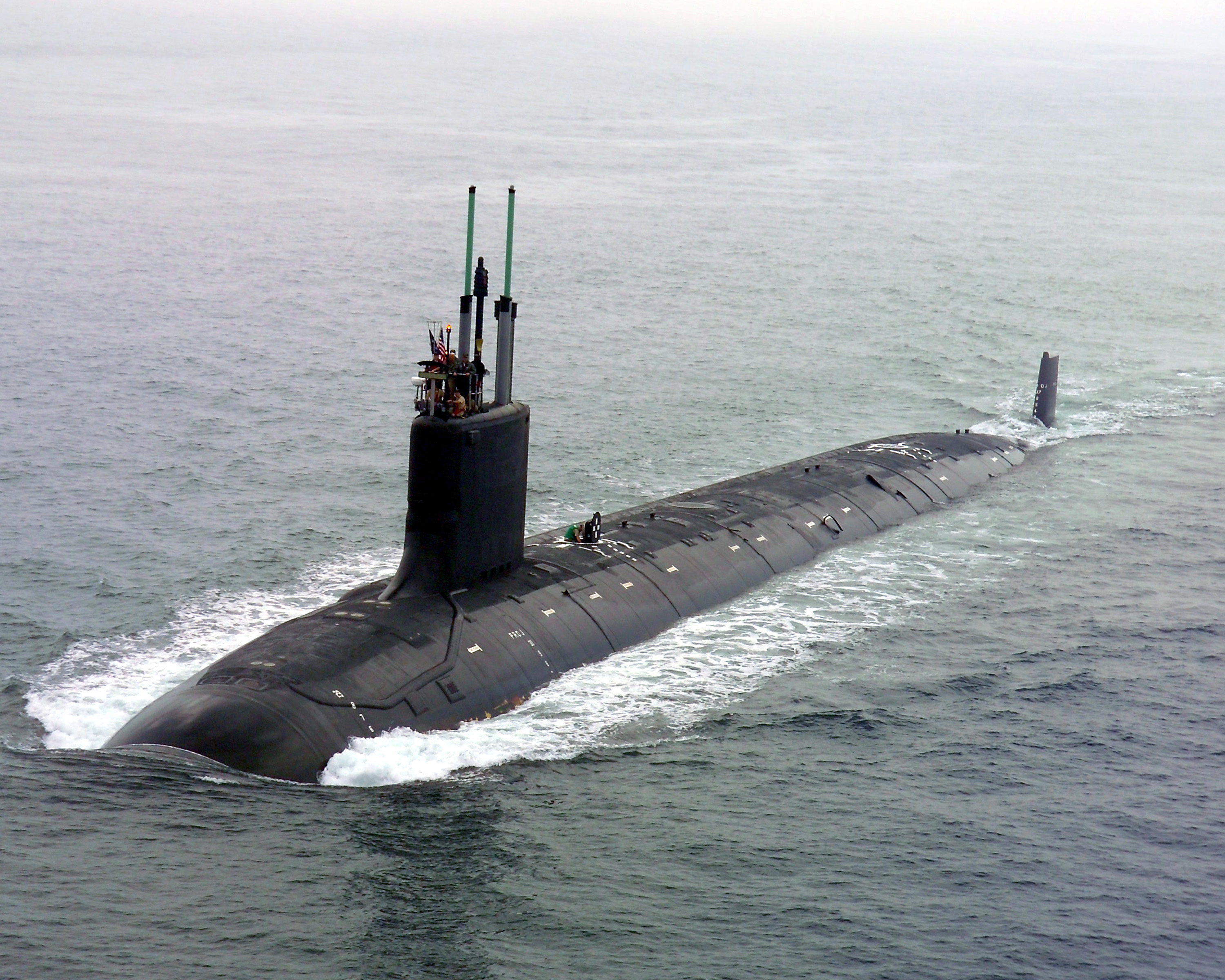
Um submarino da classe Virginia.

#### Marinha dos Estados Unidos
Fonte:
- SCB-303: Submarinos de ataque da classe Los Angeles
- SCB-304: Submarinos de mísseis balísticos da classe Ohio - 14 navios com vida útil estendida de 30 para 42 anos. Cada um carrega 20-24 SLBMs.
- Submarinos de ataque da classe Seawolf
- Submarinos de ataque da classe Virginia

Em desenvolvimento
- Espera-se que o submarino da classe Columbia substitua a classe Ohio a partir de 2031.

#### Marinha Soviética/Russa
- Projeto 667BDR, submarinos de mísseis balísticos Kalmar (Delta III)
- Projeto 667BDRM, submarinos de mísseis balísticos Delfin (Delta IV)
- Submarinos de ataque do Projeto 671RTM Shchuka (Victor III)
- Submarinos de ataque do Projeto 885 (Yasen)
- Submarinos de mísseis balísticos do Projeto 935 (Borei). 4 estavam operacionais e 4 estavam em construção em 2021.
- Submarinos de ataque do Projeto 945 (Sierra)
- Submarinos de mísseis de cruzeiro do Projeto 949 (Oscar)
- Submarinos de ataque do Projeto 971 (Akula)
- Submarinos para fins especiais do Projeto 1851.1 (Paltus)
- Submarinos para fins especiais da classe Kashalot (uniforme) do Projeto 1910
- Projeto 1983.1 Submarino de propósito especial AS-12 (Losharik)

Em desenvolvimento

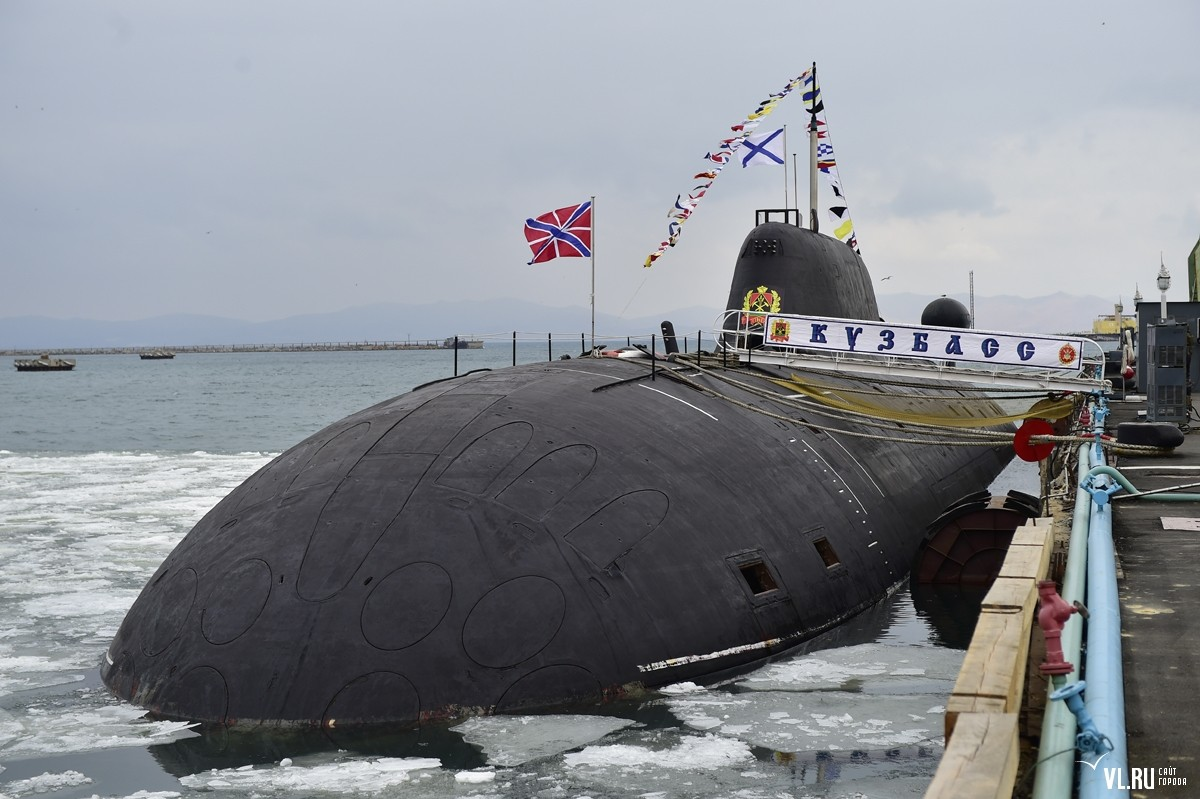
Um submarino da classe Akula.

- Espera-se que o submarino da classe Arcturus comece a substituir os submarinos de mísseis balísticos do Projeto 935 (Borei) a partir de 2037.

#### Marinha Real (Reino Unido)
- Submarinos de ataque da classe Trafalgar
- Os submarinos de mísseis balísticos da classe Vanguard- 4 estavam operacionais em 2021.
- Submarinos de ataque da classe Astute

Em desenvolvimento
- Espera-se que os submarinos de mísseis balísticos da classe Dreadnought substituam os submarinos de mísseis balísticos da classe Vanguard a partir do início da década de 2030.
- Submarinos de ataque SSN-AUKUS

#### Marinha Francesa
- Submarinos de ataque da classe Rubis
- Os submarinos de mísseis balísticos da classe Triomphant, 4, estão operacionais desde 1997.
- Submarinos de ataque da classe Suffren (primeiro barco da classe, Suffren comissionado em 6 de novembro de 2020)

Em desenvolvimento
- Submarinos de mísseis balísticos da classe SNLE 3G - 4 planejados.

#### Marinha do Exército de Libertação do Povo Chinês
- Submarinos de ataque Tipo 091 (Han)
- Submarinos de mísseis balísticos Tipo 092 (Xia)
- Submarinos de ataque Tipo 093 (Shang)
- Submarinos de mísseis balísticos Tipo 094 (Jin)

Em desenvolvimento
- Submarinos de ataque Tipo 095 (em desenvolvimento)
- Submarinos de mísseis balísticos Tipo 096

#### Marinha indiana
Veja também: Marinha Indiana, Lista de navios ativos da Marinha Indiana, e Futuro da Marinha Indiana
- Submarino da classe Arihant - Submarinos de mísseis balísticos

Em desenvolvimento
- Submarinos da classe Arihant - 2 barcos em construção.
- Submarinos de ataque alfa do Projeto 75.
- INS Chakra III- Submarinos de ataque.
- Classe S5 - Submarinos de mísseis balísticos.

#### Marinha do Brasil
Em desenvolvimento
- Submarino da classe Riachuelo o primeiro submarino de ataque de 6 000 toneladas, em construção.

#### Marinha Real Australiana
Planos de compra
- Submarinos de ataque da classe Virginia

Em desenvolvimento
- Submarinos de ataque SSN-AUKUS

### Descomissionado

#### Marinha dos Estados Unidos
- SCB-64: USS Nautilus (SSN-571)
- SCB-64A: USS Seawolf (SSN-575)
- SCB-121: Submarinos de ataque da classe Skate
- SCB-132: USS Triton (SSRN-586)
- SCB-137A: USS Halibute (SSGN-587)
- SCB-154: Submarinos de ataque da classe Skipjack
- SCB-178: USS Tullibee (SSN-597)
- SCB-180A: Submarinos de mísseis balísticos da classe George Washington
- SCB-180: Submarinos de mísseis balísticos da classe Ethan Allen
- SCB-188: Submarinos de ataque da classe Thresher-Permit
- SCB-188A: Submarinos de ataque da classe Sturgeon
- SCB-216: Submarinos de mísseis balísticos da classe Lafayette
- SCB-216: Submarinos de mísseis balísticos da classe James Madison
- SCB-216: Submarinos de mísseis balísticos da classe Benjamin Franklin
- NR-1
- SCB-245: USS Narwhal (SSN-671)
- SCB-302: USS Glenard P. Lipscomb (SSN-685)

#### Marinha Soviética/Russa
- Submarinos de ataque do Projeto 627 (novembro)
- Submarino de ataque de teste do Projeto 645 K-27
- Submarinos de mísseis balísticos do Projeto 658 (Hotel)
- Submarinos de mísseis de cruzeiro do Projeto 659/675 (Echo)
- Submarino de ataque do Projeto 661 (Papa)
- Submarinos de mísseis balísticos do Projeto 667 (Yankee)
- Projeto 667B, submarinos de mísseis balísticos Murena (Delta I)
- Submarinos de mísseis balísticos do Projeto 667BD, Murena-M (Delta II)
- Submarinos de mísseis de cruzeiro do Projeto 670 (Charlie)
- Submarinos de ataque do Projeto 671 (Victor)
- Submersível de pesquisa do Projeto 678 (Raio-X)
- Submarino de ataque do Projeto 685 (Mike) K-278 Komsomolets
- Submarinos de ataque do Projeto 705 (Alfa)
- Submarinos de mísseis balísticos do Projeto 941 (Typhoon)

#### Marinha Real (Reino Unido)
- HMS Dreadnought (S101)
- Submarinos de ataque da classe Valiant
- Submarinos de mísseis balísticos da classe Resolution
- Submarinos de ataque da classe Churchill
- Submarinos de ataque da classe Swiftsure

#### Marinha Francesa
- Submarinos de mísseis balísticos da classe Redoutable

#### Marinha indiana
- INS Chakra (submarino soviético da classe Charlie).
- INS Chakra 2 (submarino russo da classe Akula).

## Novos desenvolvimentos tecnológicos
Foi reportado que a Marinha Russa planeja introduzir em 2027 um veículo subaquático não tripulado movido a energia nuclear e armado com ogivas nucleares chamado Poseidon. Dados limitados disponíveis na literatura aberta sugerem que ele utiliza um pequeno reator (provavelmente alimentado por urânio enriquecido) e é capaz de viajar a uma velocidade relativamente alta de 130 km/h, embora para a maior parte da duração de sua missão espera-se que viaje muito mais lentamente para evitar detecção acústica. Prevê-se que seja lançado a partir de submarinos especialmente projetados da classe Belgorod e que atinja grandes cidades costeiras como uma arma de segundo ataque. (Embora os testes iniciais do Poseidon tenham sido realizados com um submarino diesel-elétrico Sarov). A principal vantagem de usar veículos subaquáticos não tripulados em vez de SSBNs como arma de segundo ataque é evitar a perda de vidas da tripulação do SSBN. Se os mísseis nucleares de segundo ataque forem lançados diretamente de um SSBN, a localização do submarino é revelada e ele pode ser rapidamente destruído em um terceiro ataque por um míssil de cruzeiro ou balístico, lançado de outro submarino, de um navio de superfície ou de terra. Quando um UUV entrega uma carga nuclear, a localização do navio-mãe permanece desconhecida, e o navio provavelmente sobreviverá ao terceiro ataque. Não se sabe que nenhum outro país esteja desenvolvendo armas semelhantes em 2024.
Enquanto isso, os Estados Unidos estão desenvolvendo submarinos da Classe Columbia. Espera-se que tenha 16 tubos de mísseis e realize sua primeira missão de patrulha em 2031. Está previsto que doze submarinos desta classe, com uma vida útil de aproximadamente 42 anos, sejam comissionados.